# Tschynadijowo
Tschynadijowo (ukrainisch Чинадійово; russisch Чинадиево/Tschinadijewo, slowakisch Čiňaďovo, ungarisch Szentmiklós) ist eine Siedlung städtischen Typs in der westlichen Ukraine (Oblast Transkarpatien, Rajon Mukatschewo) nordöstlich der Stadt Mukatschewo.
Der etwa 6800 Einwohner zählende Ort liegt im Tal der Latoryzja an der Verbindungsstrecke zwischen Mukatschewo und Swaljawa. Durch den Ort verläuft die Staatsstraße M 06 (E 50/E 471) sowie die Eisenbahnstrecke von Tschop nach Lemberg. Seit 1959 ist er eine Siedlung städtischen Typs.
Zu dem eigentlichen Ort gehören auch noch die ehemals selbstständigen Orte Nyschnja Hrabiwnyzja (Нижня Грабівниця, deutsch Unterhrabonitz, Unterhrabownitz, Unterrechendorf, ungarisch Alsógereben, slowakisch Hrabovnice Nižní, 1967 eingemeindet) und Hlynjanez (Глинянець, ungarisch Pásztorlak, slowakisch Hliňanec oder Hliněnec, eingemeindet 1976).
Péter Perényi, der im frühen 15. Jahrhundert Szentmiklós besaß, begann mit dem Bau eines Schlosses. Unter den Truppen Jerzy Sebastian Lubomirskis wurde es 1657 erheblich beschädigt. Franz I. Rákóczi, Prinz von Siebenbürgen (1645–1676), baute es wieder auf. Nachdem er in seinem Unabhängigkeitsbestreben durch Kaiser Karl VI. besiegt wurde, gab dieser Mukatschewo (mit der Burg Palanok) und Tschynadijowo an Lothar Franz von Schönborn. Ein Jahr später fiel es an dessen Neffen Friedrich Karl von Schönborn-Buchheim. Der Besitz zählte zu den größten in Osteuropa und bestand 1731 aus 4 Städten und 200 Dörfern mit einer Gesamtfläche von 2.400 Quadratkilometern. Er blieb bis ins 20. Jahrhundert im Besitz der Grafen von Schönborn. 
1928 kaufte der Steinkohlenunternehmer Eduard Šebela die hölzerne Kirche des Erzengels Michael des Dorfes Hliňanec und ließ sie nach Velké Kunčice pod Radhoštěm umsetzen.

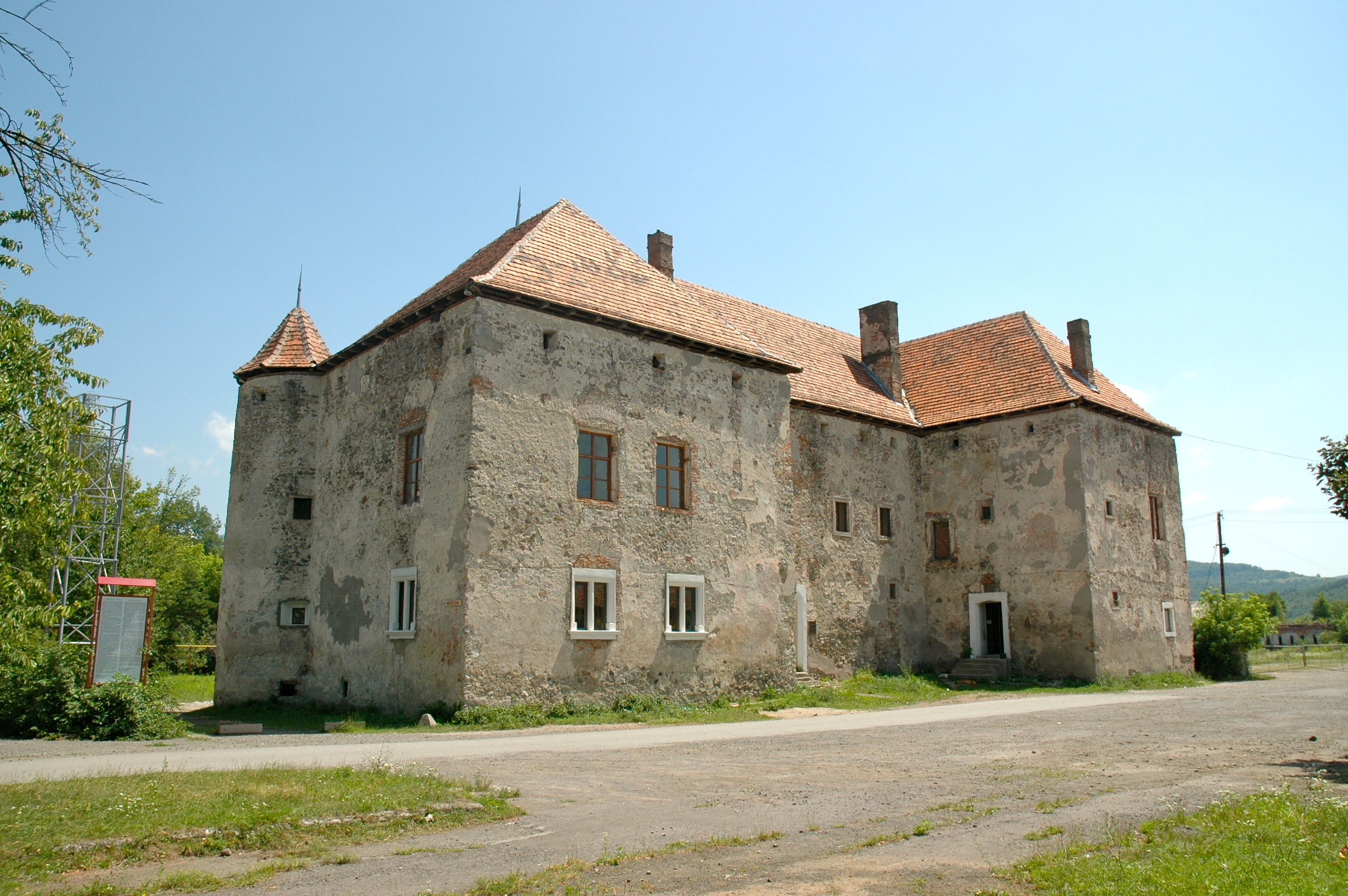
Altes Schloss
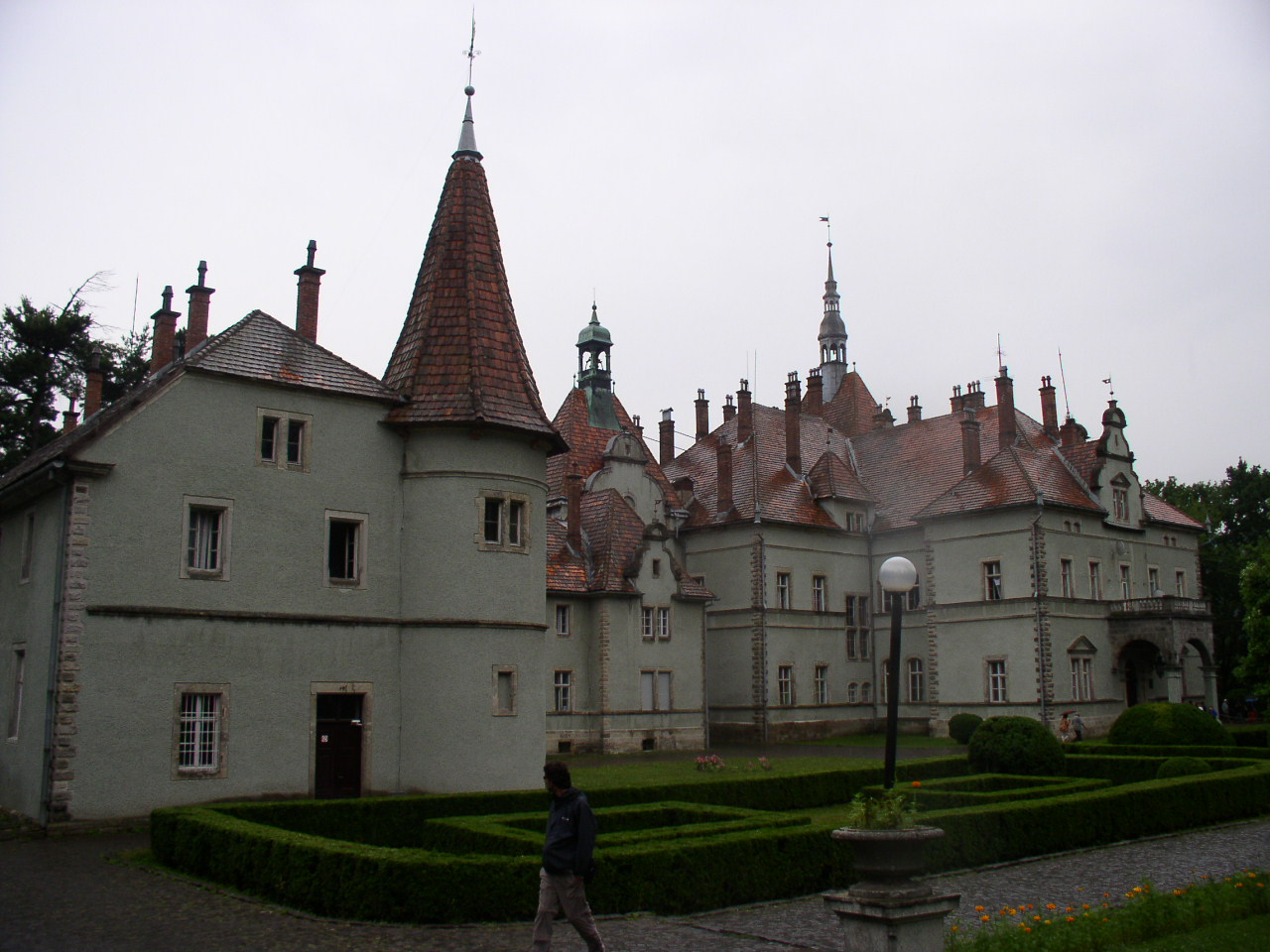
Schönborn'sches Jagdschloss

Am 12. Juni 2020 wurde die Siedlung städtischen Typs zusammen mit 13 umliegenden Dörfern zum Zentrum der neu gegründeten Siedlungsgemeinde Tschynadijowo (Чинадіївська селищна громада/Tschynadijiwska selyschtschna hromada) im Rajon Mukatschewo. Bis dahin bildete sie zusammen mit den Dörfern Karpaty und Synjak die Siedlungratsgemeinde Tschynadijowo (Чинадіївська селищна рада/Tschynadijiwska selyschtschna rada).
Folgende Orte sind neben dem Hauptort Tschynadijowo ein Teil der Gemeinde:
| Name                     | Name         | Name                        | Name                          | Name                           | Name    |
| ukrainisch transkribiert | ukrainisch   | russisch                    | slowakisch                    | ungarisch                      | deutsch |
| ------------------------ | ------------ | --------------------------- | ----------------------------- | ------------------------------ | ------- |
| Babytschi                | Бабичі       | Бабичи (Babitschi)          | Pokuťa+Babiče, Pokutje Babiči | Bábakút                        | -       |
| Brestiw                  | Брестів      | Брестов (Brestow)           | Brestov                       | Ormód, Bresztó                 | -       |
| Bystryzja                | Бистриця     | Быстрица (Bystriza)         | Rjapiď                        | Repede                         | -       |
| Dilok                    | Ділок        | Дилок                       | Dílek, Dilok                  | Beregpapfalva                  | -       |
| Dubyno                   | Дубино       | Дубино (Dubino)             | Dubina                        | Dubina, Dubi                   | -       |
| Karpaty                  | Карпати      | Карпаты                     | Holice                        | Beregvár, Kárpáti              | -       |
| Kossyno                  | Косино       | Косино (Kossino)            | Kosino, Kosina                | Kockaszállás                   | -       |
| Lezowyzja                | Лецовиця     | Лецовица (Lezowiza)         | Lecovice, Lecovica            | Kislécfalva                    | -       |
| Obawa                    | Обава        | Обава                       | Obava                         | Dunkófalva                     | -       |
| Ploskanowyzja            | Плоскановиця | Плоскановица (Ploskanowiza) | Calanovice, Kalanovica        | Ploszkánfalva                  | -       |
| Synjak                   | Синяк        | Синяк (Sinjak)              | Siňák                         | Kékesfüred                     | Blaubad |
| Tschabyn                 | Чабин        | Чабин (Tschabin)            | Čabín, Čabina                 | Csabina                        | -       |
| Wilchowyzja              | Вільховиця   | Ольховица (Olchowiza)       | Vulchovica, Olšovice          | Olhovica, Vulchovica, Egercske | -       |